# Ilha de Castilho
A Ilha de Castilho ou Ilha do Castilho é uma ilha brasileira localizada no Estado de São Paulo. Situa-se na divisa com o Estado do Paraná, em frente à Ilha do Cardoso, entre as cidades de Cananeia e Pontal do Paraná, e entre a Ilha da Figueira e a Ilha de Bom Abrigo.